# Oxylapia polli
Oxylapia polli (griechisch: oxy = scharf, spitz + Tilapia, eine afrikanische Buntbarschgattung) ist eine Buntbarschart, die endemisch im östlichen Madagaskar vorkommt. Der einzige bisher bekannte Fundort der Art ist eine Stromschnellenregion des Flusses Nosivolo in der Nähe des Ortes Marolambo in der Region Atsinanana. Sie liegt etwa 450 Meter über dem Meeresspiegel am östlichen Rand des zentralmadegassischen Hochlands. hat damit eventuell eines der kleinsten Verbreitungsgebiete aller madegassischen Buntbarsche. Aufgrund der Unzugänglichkeit der Region wurde aber bisher weder Oberlauf des Nosivolo noch andere vergleichbare Biotope auf ein Vorkommen der Art untersucht. Die Art ist die einzige der (monotypischen) Gattung Oxylapia und wurde zu Ehren des belgischen Ichthyologen Max Poll benannt.

## Merkmale
Oxylapia polli wird maximal 18 cm lang und hat, in Anpassung an den Lebensraum in schnell fließendem Wasser, einen langgestreckten, stromlinienförmigen Körper, der mit kleinen, tief in die Haut eingebetteten Kammschuppen bedeckt ist. Die Bauchflossen sind fleischig und anscheinend dazu geeignet das die Fische sich am Untergrund anheften können, ähnlich wie bei den Grundeln. Die Afterflosse hat drei Flossenstacheln. Die Lippen sind groß und fleischig. Die Zähne der äußeren Zahnreihen sind einspitzig und haben braun gefärbte, meißelartige Kronen.

## Lebensweise
Magenuntersuchungen ergaben, dass sich die Art von aquatischen Insekten, Detritus und höheren Wasserpflanzen ernährt. Oxylapia polli ist ein Substratlaicher und legt die Eier zwischen Steinen und Felsen ab. Ein Elternteile betreibt Brutpflege, während das andere das Revier verteidigt. Nach dem Schlupf werden auch die Jungfische relativ lange beschützt. Die Fortpflanzungszeit reicht von Oktober bis Dezember. 

## Gefährdung
Wie viele andere madegassische Buntbarsche ist auch Oxylapia polli nach Angaben der IUCN vom Aussterben bedroht (Critically Endangered). 2010 wurden die Stromschnellen des Nosivolo im Rahmen der Ramsar-Konvention als schützenswertes Feuchtgebiet ausgewiesen.